# طوطی

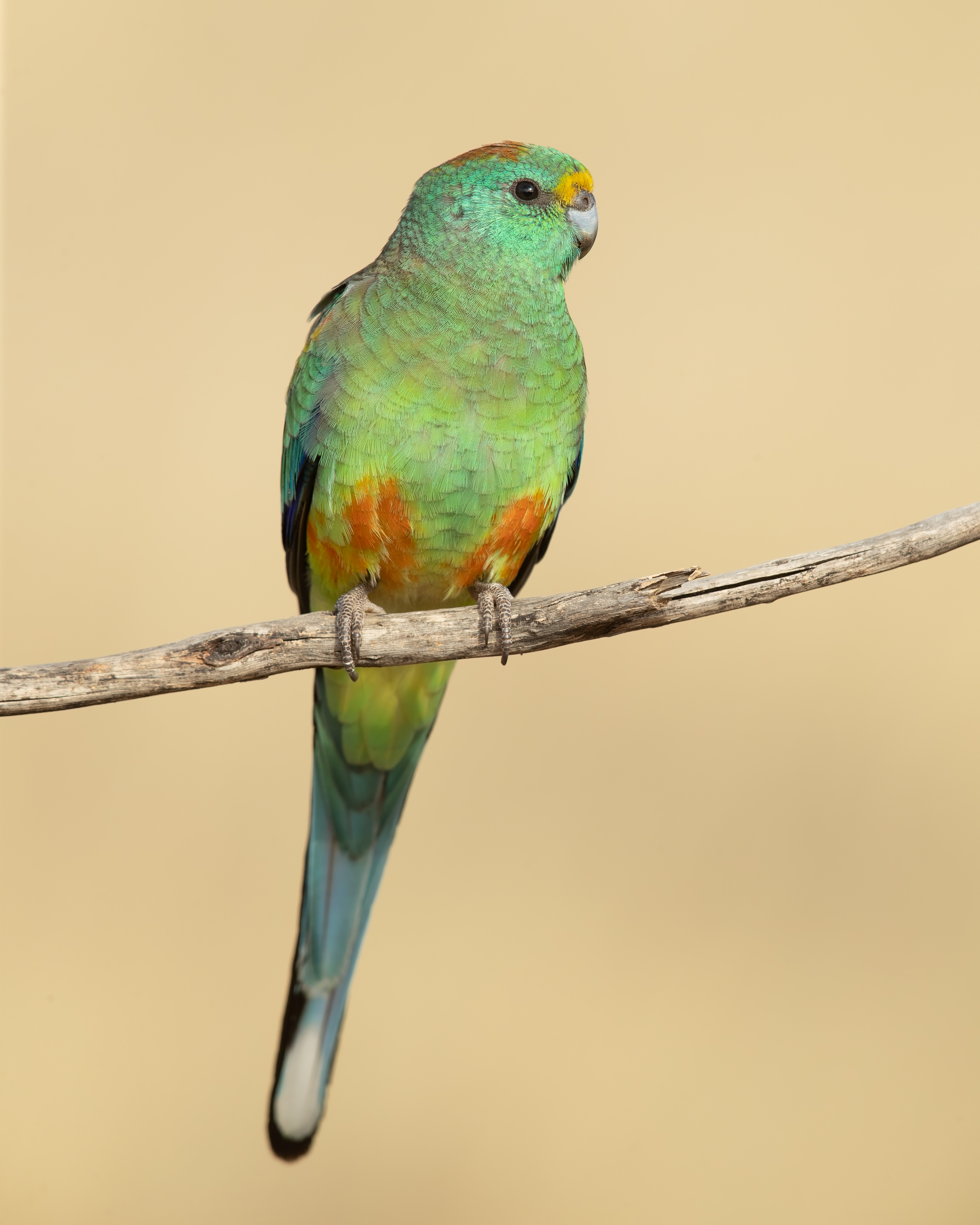
نگاره‌ای از یک طوطی مولگا (en) در منطقهٔ حفاظت‌شدهٔ پچ‌وولاک درویکتوریا، استرالیا.

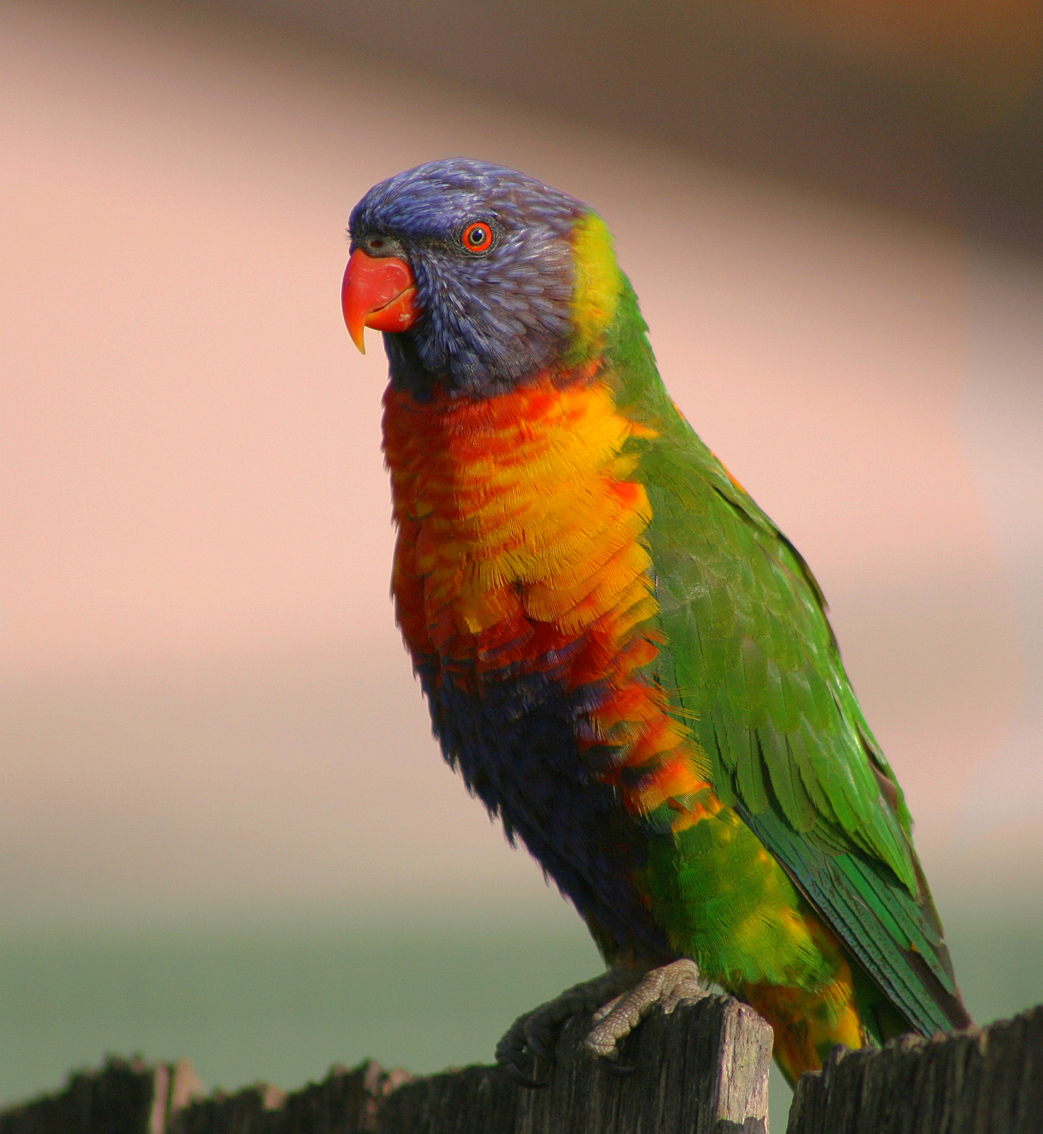
طوطی رنگین‌کمان

طوطی‌ها (توتی) عبارتند از نزدیک به ۳۹۴ گونه پرنده در ۹۲ سرده گوناگون که راستهٔ طوطی‌سانان از فروردهٔ نوآروارگان را تشکیل می‌دهند و اغلب در سرزمین‌های گرمسیر و نیمه‌گرمسیر زندگی می‌کنند. راسته طوطی‌سانان دربرگیرندهٔ سه بالاخانواده است که شامل طوطی‌واران (طوطی‌های راستین)، طوطی‌کاکلی (طوطی‌های کاکل‌سفید) و طوطی نیوزیلندی (طوطی‌های نیوزیلندی) می‌شود. بیشترین تنوع طوطی‌ها در آمریکای جنوبی و استرالزی است. حدود یک سوم از مجموع گونه‌های طوطی در خطر انقراض هستند.
طوطی‌ها انواع گوناگونی دارند که با رنگ‌های متنوع پرهای بال و پرهای سر و دم از هم متمایز می‌شوند. بال‌های طوطی‌سانان رنگین و نوکشان خمیده و کژ است، بعضی کاکل و دم کوتاه و بعضی دم دراز دارند. طوطی‌ها صدای بلند و رسایی دارند. طوطی‌ها معمولاً از میوه‌ها و دانه‌ها استفاده می‌کنند و نوک بسیار محکمی دارند که در شکستن دانه‌های سخت به‌کار می‌برند. بیشتر این پرندگان دودیسی جنسی ندارند و هر دو جنسشان به یک شکل هستند. رنگ اکثر طوطی‌ها سبز می‌باشد که این رنگ با رنگ‌های روشن دیگر ترکیب شده‌است. گاهی نیز طوطی‌ها دارای چندین رنگ مختلف هستند.
طوطی در کنار زاغ، کلاغ و غراب دارای بیشترین هوش در میان پرندگان است. این پرنده توانایی تقلید صداها را داشته و بدون درک مطلب، کلمات را تلفظ می‌کند ولی گاهی دیده شده‌است که طوطی با دیدن صحنه یا شخص یا رفتار دیگران کلمات مناسب و به جا استفاده می‌کند. حتی در برخی موارد، دیده شد که یک طوطی تا چند هزار کلمه یا جمله‌های ساده را یاد گرفته و تکرار کند.

## واژه‌شناسی
واژهٔ طوطی معرب واژهٔ «توتی» پارسی است و معنای آن پرنده‌ای سبز رنگ است که به علت خوردن توت به آن توتی می‌گویند، هر چند که در عربی به این کلمه برای نامیدن این پرنده استفاده نمی‌شود. در زبان اردو و نیز به زبان هندی آن را «طوطا» می‌نامند و شکرشکن، شکرفشان، شکرمقال، شکرین‌مقال، شیرین‌زبان، شیرین‌سخن، بلبل زبان خوش‌نوا و خوش‌حرف از صفات او هستند. در ادبیات پارسی و به‌ویژه در میان اشعار شعرایی چون مولوی و عطار از طوطی و صفاتش که غالباً آمیخته با صفاتی انسانی است، به نیکی یاد شده‌است کلمهٔ طوطی در زبان فرانسوی toto گفته شده‌است.

## فرگشت
سنگواره‌های به دست آمده از راسته طوطی‌سانان بسیار کم و محدود است که این امر باعث گمانه‌زنی در مورد چگونگی فرگشت این پرنده شده‌است. یک سنگواره هفتاد میلیون سالهٔ ۱۵ میلی‌متری که از نوک پایینی یک طوطی در منطقه سازند لانس کریک واقع در شهرستان نیوبرارا، وایومینگ پیدا شده‌است، جزو سنگواره نخستین طوطی‌هایی به‌شمار می‌آمد که در دورهٔ کرتاسه پسین زندگی می‌کرده‌اند. در حالی که تحقیقات بعدی نشان داد که این تکه سنگواره پیدا شده، احتمالاً متعلق به دایناسورهای تازه‌آروارگان (گروهی از دایناسورها که شبیه پرندگان نبودند ولی دارای نوک شبیه به پرندگان بوده‌اند) بوده‌است.
چیزی که در حال حاضر به عنوان یک فرضیهٔ پذیرفته‌شده وجود دارد این است که راستهٔ طوطی‌سانان و اجدادشان در معرض سومین انقراض بزرگی بوده‌اند که حدود ۶۵ میلیون سال پیش در کرتاسه رخ داده‌است. اگر چنین فرضی درست باشد، طوطی‌ها نباید از یک نیای دایناسورشان که شباهتی مورفولوژیکی با طوطی‌ها داشت فرگشت یافته‌است، بلکه تنها تبدیل به پرندگانی درخت‌نشین شده‌اند.
اروپا نخستین مکانی است که سنگواره طوطی‌های درخت‌نشین در آن دیده شده‌است. این نخستین تکه استخوان پیدا شده استخوانی است از بال موپسیتا تانتا که در دانمارک کشف شده‌است و قدمتی در حدود ۵۴ میلیون سال دارد. آب و هوای اروپا در آن زمان حاره‌ای بوده‌است (مطابق با دوران گرم پالوئین و ائوسین). جدیدترین سنگواره‌ای که در اروپا پیدا شده‌است سنی حدود ۵۰ میلیون سال دارد. چند سنگواره تقریباً کامل طوطی‌مانند نیز در انگلستان و آلمان پیدا شده‌است. تعدادی سنگواره نیز هم وجود دارند که هنوز دقیقاً تشخیص داده نشده‌اند.
چیزی که در مجموع دربارهٔ این سنگواره‌ها می‌دانیم این است که این سنگواره‌ها، سنگواره خویشاوندان طوطی‌های امروزی نیستند بلکه اجدادی از آنهایی هستند که در نیمکرهٔ شمالی فرگشت پیدا کرده و بعدها منقرض شده‌اند. البته اینها دقیقاً حلقه‌های گمشده میان طوطی‌های امروزی و اجدادی نیستند ولی می‌توان گفت که طوطی‌هایی هستند که همگام با طوطی‌ها و کوکاتوها از خویشاوندان و اجدادشان فرگشت پیدا کرده‌اند.
جدیدترین سنگواره‌ای که از طوطی‌های امروزی پیدا شده‌است، سنی در حدود ۲۰ تا ۲۳ میلیون سال دارد که مشابه آن در اروپا نیز پیدا شده‌است. متعاقب آن نیز سنگواره یافت شد که دارای استخوان‌هایی مربوط به طوطی‌های امروزی بوده‌است.